# ВЕС Туньо-Кноб
ВЕС Туньо-Кноб (дан. Tunø Knob) — данська офшорна вітрова електростанція, споруджена в протоці Каттегат, яка з'єднує Балтійське та Північне моря. Стала другою офшорною ВЕС в країні після Віндебі, перевершивши останню за потужністю лише на 50 кВт.
Місце для розміщення ВЕС обрали за 6 км від Ютландії, між портом Орхус та островом Samsø. В 1995 році тут використовуючи плавучий кран Roland встановили 10 вітроагрегатів, тоді як кабелеукладальне судно Henry P. Lading проклало 8 км підводного кабелю.
Станція складається з вітрових турбін компанії Vestas типу V39/500 з одиничною потужністю 0,5 МВт та діаметром ротора 39 метрів. Вони встановлені на баштах висотою 45 метрів в районі з глибинами моря від 3 до 6 метрів.